# Hybomitra borealis
Hybomitra borealis är en tvåvingeart som först beskrevs av Fabricius 1781.  Hybomitra borealis ingår i släktet Hybomitra och familjen bromsar. Arten är reproducerande i Sverige. Inga underarter finns listade i Catalogue of Life.